# Скаржинский, Виктор Петрович
Виктор Петрович Скаржинский (1787—1861) — новороссийский помещик и лесовод, херсонский губернский предводитель дворянства, камергер.

## Биография
Родился в 1788 году в селе Трикраты Ольвиопольского уезда Херсонской губернии в семье полковника второго Бугского полка Петра Михайловича Скаржинского, который «отличился при взятии Очакова, взошедши вместе с храбрейшими один из первых на валы крепости». Получив домашнее воспитание, Виктор Скаржинский учится в Николаевском штурманском училище, затем в Одесском лицее. С 1805 года служит в Петербурге в Департаменте народного просвещения. Однако чиновничья карьера его не привлекала, он заинтересовался сельским хозяйством и, прослужив шесть лет, вернулся в родные места.
Но замыслам его об ученой и практической деятельности в области сельского хозяйства суждено было сбыться не сразу: началась Отечественная война 1812 года. Хотя Херсонская губерния была освобождена от создания ополчений, Скаржинский в короткий срок сформировал конный отряд народного ополчения из крестьян-добровольцев сел Трикраты и Мигеи, вооружил на свой счет и принял над ним командование. Эскадрон Скаржинского влился в действующую армию адмирала П. В. Чичагова и на протяжении всей войны сражался на территории России и за границей. Боевые заслуги Скаржинского отмечали Барклай де Толли и М. И. Кутузов. Все казаки его эскадрона были награждены медалью «В память 1812 года». Двенадцать из них получили Георгиевский крест. Сам Скаржинский был отмечен двумя орденами. После завершения войны он вернулся в своё имение Трикраты и взялся за преобразование хозяйства.
В 1818—1823 годах Виктор Петрович состоял херсонским губернским предводителем дворянства.
Основным в земледелии края Скаржинский считал накопление влаги. Он внедрил глубокую пахоту, более мощные плуги, завел крупнорослый, выносливый скот. В полеводстве ввел новые культуры, многопольные севообороты с травосеянием. Занимался селекцией животных, растений. Но самый значительный вклад Скаржинского-ученого — это разработка основ степного полезащитного лесоразведения. Он явился одним из зачинателей агролесомелиорации. В первое время его преследовало немало неудач, большие материальные потери. Однако ничто не могло остановить ученого на пути к решению задачи борьбы с засухой.
При испытании видов растений он использовал не только отечественные семена, но и выписывал их из Западной Европы, Северной Америки. В результате упорного труда ему удалось решить многие проблемы полезащитного лесоразведения, создать лесной питомник и разработать агротехнику выращивания посадочного материала в степных условиях. К 1853 году лесопосадки Скаржинского составили площадь свыше четырёхсот гектаров. Из его питомников были взяты саженцы многих деревьев для Одесского ботанического сада. Знаменитая акациевая аллея в Пятигорске, сосновые, еловые, лиственничные аллеи парков Мисхора и Алупки получили начало от саженцев из Трикрат. Общество сельского хозяйства Южной России высоко оценило деятельность Скаржинского. Под его председательством была создана комиссия по лесоразведению.
Для накопления и рационального использования естественных осадков Скаржинский создает пруды, устраивая в оврагах и балках плотины. В своем имении Скаржинский соорудил более сорока прудов и орошал их водой не только поля, но и луга. Наряду с лесными насаждениями, он увлеченно занимался разведением садов. Его трикратский сад насчитывал коллекцию более двухсот сортов плодовых деревьев. Был в его усадьбе и дендрологический сад, содержавший около трехсот видов деревьев; среди них — дуб, береза, сосна, кедр, явор, тополь, клен, модрина, туя, липа. Из редких растений — тюльпановое дерево, мимоза и другие. Славились также Трикраты плантациями виноградника (сто гектаров) и шелковицы (сто пятьдесят гектаров).
Умер в 1861 году в Трикратах. В 1872 году в городском парке Одессы (Дерибасовский сквер) ему был поставлен скульптурный бюст на средства, собранные благодарными потомками по подписке. Памятник не сохранился.